# إبراهام ميرا
إبراهام ميرا (بالفنلندية: Abraham Myra)‏ هو رسام فنلندي، ولد في 1639، وتوفي في 1684.